# Sozoranga (kanton)
Sozoranga – kanton w prowincji Loja, w Ekwadorze. Stolicą kantonu jest Sozoranga.